# Тольятти, Эудженио Джузеппе
Эуженио Джузеппе Тольятти (итал. Eugenio Giuseppe Togliatti; 3 ноября 1890 — 5 октября 1977) — итальянский математик, известный открытием так называемой поверхности Тольятти.

## Биография
Родился в семье учителей, брат известного итальянского политического деятеля Пальмиро Тольятти.
Окончил Туринский университет. После окончания посвятил себя преподаванию. С 1924 по 1926 год был доцентом в университете Цюриха. В 1927 году вернулся в Италию, где работал доцентом в университете Генуи.
Родство с братом-коммунистом создавало некоторые проблемы для жизни в фашистской Италии, несмотря на то, что сам Эудженио Джузеппе всю жизнь был далёк от политики. Так, в период Итальянской социальной республики в сентябре 1944 года власти выдали ордер на его арест, планируя использовать его как заложника при обмене пленными с партизанскими формированиями. Однако партизаны опередили официальные власти и переправили Тольятти с семьёй в безопасное место.
После окончания Второй мировой войны вернулся к преподавательской деятельности в университете Генуи, стал членом академии деи Линчеи.
Автор многочисленных публикаций в различных мировых журналах. Написал биографию немецкого математика Германа Гюнтера Грассмана.
Скончался в 1977 году.

## Память
В 1994 году Центр библиотечного обслуживания математики и компьютерных наук (CSBMI) университета Генуи принял имя «Эудженио Тольятти»